# Monocostus
Monocostus é um género botânico pertencente à família Costaceae.